# Arnold I. Egmontski
Arnold I. Egmontski, v nizozemščini Arnoud, Arend ali Arent van Egmond, ( ok. 1337 – 9. april 1409) je bil gospod Egmonda in IJsselsteina.
Bil je sin Janeza I. Egmontskega in njegove žene Gvide IJsselsteinske. Od leta 1372 je bil član ministrskega sveta Alberta Bavarskega. Leta 1394 je zunaj obzidja IJsselsteina ustanovil cistercijanski samostan. V Egmondu aan den Hoef je prenovil kapelo na gradu prednikov, grad obdal z jarkom in dal izkopati kanal, da bi ga povezal z Alkmaarjem. Leta 1396 je sodeloval v vojaškem pohodu v Zahodni Friziji. Leta 1398 je prejel v fevd gospostvo Ameland in De Bilt. Bil je poveljnik holandskih čet, ki so bile zadolžene za stabilizacijo Frizije. Prišlo je do spora z novim holandskim grofom Viljemom VI., ker je Arnold podpiral zavezništvo Trsk v vojnah trnka in trske. Arnold je umrl v starosti 72 let in je bil pokopan v samostanu v IJsselsteinu.
Arnold se je poročil z Jolando Leiningensko (um. 24. aprila 1434, hčerko Friderika VII. Leiningensko-Dagsburškega in Jolande Juliške). Imela sta dva preživela sinova:
- Janez II. ( ok. 1385 –1451), njegov naslednik
- Viljem (ok. 1387-1451), poročen leta 1442 z Ano Henin-Boussujsko, vdovo Jakoba Borselenskega.